# ピッチ・パーフェクト2
『ピッチ・パーフェクト2』（Pitch Perfect 2）は、2015年にエリザベス・バンクスによって制作と監督されたアメリカのミュージカルコメディ映画。作品はミッキー・ラプキン著『Pitch Perfect: The Quest for Collegiate A Cappella Glory』を題材にした2012年公開作品『ピッチ・パーフェクト』の続編である。作品は架空のバーデン大学と全メンバー女性のア・カペラ合唱団ザ・ベラズを中心に展開する。作品はザ・ベラズのメンバーを演じるアナ・ケンドリックを中心に、レベル・ウィルソン、ヘイリー・スタインフェルド、ブリタニー・スノウ、ハナ・メイ・リー、エスター・ディーン、クリッシー・フィット、ケリー・ジャッキーとシェルリー・レグナーなどのキャストが脇を固める。アメリカ合衆国では2015年5月15日にユニバーサル・ピクチャーズ配給で公開された。
作品は比較的高評価を受け、28,200万ドルを収入し、公開5日で前作の合計収入額 (11,540万ドル) を超えた。また、ミュージカル・コメディ映画で『スクール・オブ・ロック』(13,130万ドル) を超え最も多く稼いだ作品となった。続編『ピッチ・パーフェクト ラストステージ』が2017年12月22日に公開。

## 内容
オバマ大統領の生誕記念式典でバーデン・ベラーズがパフォーマンス中に太っちょエイミー (演：レベル・ウィルソン) がエアリフティングのソロ中に吊り下がって性器を露出してしまう失態を犯し、どのア・カペラ大会に出場できなくなってしまった。ベラーズのリーダーのベッカ・ミッチェル (演：アナ・ケンドリック) はもしベラーズがア・カペラ世界大会で優勝すれば復活を認めるという条件を受ける。一方で、ベッカは隠れてレコーディングスタジオでインターンを始めていた。そのことを知るのは彼氏のジェシー・スワンソン (演：スカイラー・アスティン) だけである。ベッカはスヌープ・ドッグのクリスマスアルバム制作で披露した彼女のマッシュアップ技術でボスを感心させ、プロデューサーになるチャンスを与えられる。しかし、間も無く太っちょエイミーにバレ、ベッカに他のベラーズのメンバーに打ち明けるよう言われる。
新入生エミリー・ジャンク (演：ヘイリー・ステインフェルド) がベラーズの
寮にオーディションのため立ち寄り、ベラーズがエミリーの母親キャサリン・ジャンクが元ベラーズのメンバーだと知ったとき入部を認める。その日の夜、ベラーズはトレブルメーカーズとパーティーがありベンジー (演：ベン・プラット) がエミリーにぎこちなく恋する。その後、ベラーズはライバルである威圧的なデュオのピエター・クラマー (演：フルラ・ボーグ) とコムミッサー (演：ビルヒッテ・ヒオート・ソレンセン) が率いる『ダス・サウンド・マシン』(DSM) を偵察するため自動車展示ショーに行く。そして、招待されたリフオフ会に出席し、エミリーが自分の歌を歌おうとし、DSMに最終決戦で負ける。
次の日、ベラーズは世界大会のための練習を兼ねてDSMのようなパフォーマンスを披露するが失敗に終わる。ベラーズらしさを取り戻すため、クロエ (演：ブリタニー・スノウ) がメンバーをオーブリー・ポセン (演：アンナ・キャンプ) が働くキャンプ場へ連れていく。キャンプアクティビティーにイライラしたベッカが網ネットの罠に引っかかる前にベラーズと口論する。ベラズが何とかネットから出して、キャンプファイヤーで落ち着かせ、メンバーが夢や将来を語り合う。彼らはまた1つになり『Cups』を歌う。
ベラーズのOGと全メンバーが共にコペンハーゲンへ世界大会へと向かい、ジェシーとベンジーも応援に駆けつける。ベラーズはエミリーのオリジナル曲をオーブリーとエミリーの母親を含むOGと披露し、優勝する。その後、エミリーはベラーズOGによって正式な入会式を受ける。
エンドロールで、バンパーが『ザ・ヴォイス』でパフォーマンスを行う。

## キャスト
※括弧内は吹き替え声優。
ザ・バーデン・ベラーズ
- ベッカ・ミッチェル

演 - アナ・ケンドリック（小林沙苗）
大学4年生で、ベラーズをユニークな現代風なチームにした共同部長。レコードプロデューサーが将来の夢で、レコード会社のレジデュアル・ハートでインターンをしている。恋人は大学4年生でザ・バーデン・トレブルメーカーズの部長のジェシー・スワンソン。
- パトリシア・"ファット・エイミー"

演 - レベル・ウィルソン（品田美穂）
大学4年生のオーストラリア出身のメンバーで、バンパーが気になる人。
- エミリー・ジャンク

演 - ヘイリー・ステインフェルド（清水理沙）
コネで入部した新入生で作曲家が夢。彼女の母親もメンバーだった。
- クロエ・ベル

演 - ブリタニー・スノウ（嶋村侑）
大学5年生の律儀な性格で、ベラーズの共同部長。
- ステイシー・コンラッド

演 - アレクシス・ナップ（織部ゆかり）
大学4年生のメンバーで、性に開放的。
- リリー・オナクラマ

演 - ハナ・マエ・リー（下山田綾華）
大学4年生で極小音の声、奇妙な振る舞いとドラムの音を出すメンバー。
- シンシア＝ローズ・アダムス

演 - エスター・ディーン（東内マリ子）
大学4年生でレズビアンのメンバー。
- フロレンシア・"フロ"・フエンテス

演 - クリッシー・フィット
大学2年生のグアテマラからバーデン大学へ転校した時に入部した、大学4年生のメンバー。
- ジェシカ

演 - ケリー・ジャッキー
大学4年生のメンバー。
- アシュリー

演 - シェルリー・レグナー
大学4年生のメンバー。
他の登場人物
- ジェシー・スワンソン

演 - スカイラー・アスティン（杉山大）
トレブルメーカーズの部長で、ベッカの彼氏。
- バンパー・アレン

演 - アダム・ディヴァイン（吉田ウーロン太）
エイミーが気になる人で、トレブルメーカーズの前部長でトーン・ハンガーズのリーダー。ジョン・メイヤーに仕えた後、バーデン大学の警備員として戻ってくる。
- キャサリン・ジャンク

演 - ケイティ・セイガル（浅野まゆみ）
エミリーの母親でベラズのOG。
- オーブリー・ポセン

演 - アンナ・キャンプ（本名陽子）
ベラズの前部長。卒業後は Lodge of Fallen Leaves (世捨て人のロッジ) を運営している。
- ベンジャミン・"ベンジー"・アップルバウム

演 - ベン・プラット（高橋研二）
大学4年生のトレブルメーカーズのメンバーで、エミリーの気になる存在。
- コムミッサー（西島麻紘）

演 - ビルヒッテ・ヒオート・ソレンセン
ダス・サウンド・マシンのリーダー。
- ピエター・クラマー

演 - フルラ・ボーグ
ダス・サウンド・マシンの副官で、コムミッサーの右腕。
- トーン・ハンガーの歌手

演 - レジー・ワッツ、ジョン・ホッジマン、ジェイソン・ジョーンズとジョー・ロ・トゥルヒオ
- ジョン・スミス

演 - ジョン・マイケル・ヒギンズ（青山穣）
ア・カペラ大会のコメンテーター。
- ゲイル・アバーナシー＝マッカデン＝フェインバーガー

演 - エリザベス・バンクス（魏涼子）
ア・カペラ大会のコメンテーター。
- スヌープ・ドッグ

演 - スヌープ・ドッグ本人
- リフオフの主催者

演 - デヴィッド・クロス（後藤哲夫）
- レジデュアル・ハートのベッカの上司

演 - キーガン＝マイケル・キー（松本大）
- ダックス

演 - ショーン・カーター・ピーターソン
レジデュアル・ハートのインターン
- ベラズのOG

演 - ケザー・ドナフエ、C・J・ペリー、ロビン・ロバーツ
- グリーンベイ・パッカーズの選手

演 - すべて本人
- クレイ・マシューズ
- デビッド・バクティアリ
- ドン・バークレイ
- ジョシュ・シットン
- T・J・ラング
- ジョーダン・ロジャース

- ブレイク・シェルトン、クリスティーナ・アギレラ、ファレルとアダム・レヴィーン

演 - すべて本人
- カナダ代表

演 - ペンタトニックス
- インド代表

演 - ペン・マサラ
- フィリピン代表

演 - ザ・フィルハーモニック

## 制作
2012年12月、スカイラー・アスティンが彼とレベル・ウィルソンがユニバーサル・スタジオと続編の可能性について話し合ったと明かした。2013年4月、続編が2015年に公開されることが決まった。エリザベス・バンクスが続編を監督し、ケイ・キャノンが脚本を担当した。ポール・ブルックスがゴールド・サークル映画名義でバンクスとマックス・ハンデルマンと制作した。デーク・シャロンがヴォイスプロデューサーとして再び担当した。前作通り、キャストは撮影前に「ア・カペラ集中キャンプ」を行った。

### キャスティング
アナ・ケンドリックとウィルソンが2014年初期に前作の続演で再参加した。ブリタニー・スノウも復帰した。4月24日、クリッシー・フィットがキャストに加わった。
5月1日、ヘイリー・ステインフェルドがザ・バーデン・ベラズの新メンバー役でキャストに加わった。5月5日、アダム・デヴァインが作品に復帰することが報じられた。5月14日、ケイティ・セイガルがステインフェルドの母親役でキャストに加わった。
5月29日、フルラ・ボーグがキャストに加わった。彼はベラズの敵でヨーロッパのア・カペラチームのダス・サウンド・マシンのリーダーを演じた。2014年6月18日、クリストファー・シェパードの出演が決まった。
2014年6月19日、ペンタトニックスがザ・バーデン・ベラズの敵チーム役で出演することが決まった。その後、『The Sing Off』シーズン4で参加したザ・フィルハーモニックがフィリピンの対戦チームとしてカメオ出演することが確認された。2014年8月24日、ペンシルベニア大学で活動する全メンバー男子でヒンディー語のア・カペラ値チームで、監督エリザベス・バンクスと制作マックス・ハンデルマンが気にかけたペン・マサラが、東南アジアからのチーム役として出演することが発表された。6月25日、ビルヒッテ・ヒオート・ソレンセンがキャストに加わった。

### 撮影
2014年5月21日に、主な撮影はバトンルージュにあるルイジアナ州立大学で開始された。

## 音楽
2014年12月3日、マーク・マザーズボーが作品用の音楽の作曲のために雇われた。サウンドトラックは2015年5月12日に発売された。
アルバムは発売された週末の2015年5月17日に107,000枚分 (ディスク分は92,000枚) 売り上げ、Billboard 200で初登場1位を記録した。
| #   | タイトル | 作詞 | 作曲 | 時間 |
| --- | --- | ---- | --- | ---- |
| 1.  | 「Universal Fanfare」 |      | エリザベス・バンクス ジョン・マイケル・ヒギンズ                                                              | 0:33 |
| 2.  | 「Kennedy Center Performance (We Got the World/Timber/America The Beautiful/Wrecking Ball)」 |      | ザ・バーデン・ベラズ                                                                                         | 2:27 |
| 3.  | 「Lollipop」 |      | ザ・トレブルメーカーズ                                                                                       | 2:43 |
| 4.  | 「Car Show (Uprising/Tsunami)」 |      | ダス・サウンド・マシン                                                                                       | 1:47 |
| 5.  | 「Winter Wonderland/Here Comes Santa Claus」 |      | スヌープ・ドッグ アナ・ケンドリック                                                                          | 3:04 |
| 6.  | 「Riff Off (Thong Song/(Shake, Shake, Shake) Shake Your Booty/Low/Bootylicious/Baby Got Back/Live Like You Were Dying/Before He Cheats/A Thousand Miles/We Are Never Ever Getting Back Together/What's Love Got to Do with It/This Is How We Do It/Doo Wop (That Thing)/Poison/Scenario/Insane in the Brain)」 |      | ダス・サウンド・マシン トーン・ハンガー ザ・バーデン・ベラズ グリーンベイ・パッカーズ ザ・トレブルメーカーズ | 4:24 |
| 7.  | 「Jump」 |      | ダス・サウンド・マシン トーン・ハンガー ザ・トレブルメーカーズ グリーンベイ・パッカーズ                      | 1:16 |
| 8.  | 「Convention Performance (Promises/Problem)」 |      | ザ・バーデン・ベラズ                                                                                         | 1:41 |
| 9.  | 「Back to Basics (Boogie Woogie Bugle Boy/You Can't Hurry Love/Lady Marmalade/MMMBop/My Lovin' (You're Never Gonna Get It))」 |      | ザ・バーデン・ベラズ                                                                                         | 1:30 |
| 10. | 「Cups ("When I'm Gone")」 |      | ザ・バーデン・ベラズ                                                                                         | 0:45 |
| 11. | 「We Belong」 |      | レベル・ウィルソン アダム・デヴァイン                                                                        | 3:34 |
| 12. | 「Any Way You Want It (World Championship Medley)」 |      | ペンタトニックス フィルハーモニック ザ・カンタスティコス ザ・シングボクス ペン・マサラ                       | 1:56 |
| 13. | 「World Championship Finale 1 (My Songs Know What You Did in the Dark (Light Em Up)/All I Do Is Win)」 |      | ダス・サウンド・マシン                                                                                       | 2:01 |
| 14. | 「World Championship Finale 2 (Run the World (Girls)/Where Them Girls At/Lady Marmalade/We Belong/Timber/Flashlight)」 |      | ザ・バーデン・ベラズ                                                                                         | 4:16 |
| 15. | 「Crazy Youngsters」 |      | エスター・ディーン                                                                                           | 3:39 |
| 16. | 「Pitch Perfect 2 End Credit Medley」 |      | マーク・マザーズボー                                                                                         | 3:00 |
| 17. | 「Flashlight」 |      | ジェシー・J                                                                                                  | 3:29 |
| 18. | 「All of Me (Bumper's Audition)」 |      | アダム・デヴァイン                                                                                           | 1:27 |

順位
| 順位 (2015年度)              | 最高 順位 |
| ---------------------------- | --------- |
| オーストラリア (ARIA)        | 3         |
| オーストリア (Ö3 Austria)    | 11        |
| ベルギー (Ultratop Flanders) | 144       |
| カナダ (Billboard)           | 3         |
| ドイツ (Offizielle Top 100)  | 12        |
| ニュージーランド (RMNZ)      | 8         |
| スイス (Schweizer Hitparade) | 26        |
| US Billboard 200             | 1         |

## 公開
作品は2015年5月7日にオーストラリアとニュージーランドで公開され、5月15日にアメリカ合衆国とカナダで公開された。

### マーケティング
リハーサル風景が2014年5月16日に公開された。ポスターは2014年11月18日に発表され、翌日予告編も公開された。予告編第2弾は2015年2月1日のスーパーボウル中に放送された。

### ホームメディア
エリザベス・バンクス監督はDVD発売のためにトレブルメーカーズによる追加パフォーマンスを撮影したと述べた。またDVDには削除シーンが追加される。2015年5月20日にFXネットワークがアメリカ国内の放映権を得たと発表された。
『ピッチ・パーフェクト2』のBlu-ray と DVD はアメリカで2015年9月22日に発売され、追加ボーナス特典を収録したターゲット限定版も同じ日に発売される。

## 興行

### 興行収入
『ピッチ・パーフェクト2』は北米で18,380万ドル、他の地域で9,820万ドルで、制作費用2,900万に対し全世界で28,200万ドル稼いだ。公開5日で、前作の興行収入 (11,540万ドル) を超えた。また『スクール・オブ・ロック』(13,130万ドル) が記録していたミュージカル/コメディ映画での最も稼いだ興行収入を超えた。

#### 北米
『ピッチ・パーフェクト2』は木曜の夜の先行上映で460万ドル、公開初日に27,800万ドル収めた。この額は前作より多く、公開初週末の予想収入額を40,000万ドルから64,000万ドルへと増加させた。
公開初週末で、作品は69,200万ドル収め、興行収入で1位を記録した。この公開初週末の収入額は北米での前作の合計収入額 (6,500万ドル) より多く、PG-13 のコメディ映画のオープニング成績で第3位で (2007年公開の『ザ・シンプソンズ MOVIE』の7,400万ドルと2002年公開の『オースティン・パワーズ ゴールドメンバー』の7,300万ドルに次す)、ミュージカル映画で最も多く稼いだ。

#### 他の地域
作品はオーストラリアとニュージーランドでそれぞれ760万ドルと120万ドルを収め、公開第1位を記録した。2015年7月10日現在、作品はオーストラリアで2,210万ドル、イギリスで2,730万ドルとニュージーランドで270万ドルを収めている。

### 批評家の反応
Rotten Tomatoesで、154のレビューと平均レート 6/10 を元に作品の新鮮度は 66% であった。サイトの見解としては「『ピッチ・パーフェクト2』は優しいコメディな音色を唱えているが、前作ほど高音を出せていない」としている。 Metacriticで、作品は39の批評を元に100点中63点を得て、『比較的好意的』であった。
CinemaScoreが公開初週に行った投票で、観客は『ピッチ・パーフェクト2』に A+ から F の範囲で平均 A- を与えた。

### 受賞
| 年   | 映画賞                               | 賞                                  | 対象               | 結果   |
| ---- | ------------------------------------ | ----------------------------------- | ------------------ | ------ |
| 2016 | 2016 米メイク&ヘアスタイリスト組合賞 | 長編映画部門 現代ヘアスタイリング賞 |                    | 受賞   |
| 2016 | 2016 キッズ・チョイス・アワード      | お気に入りの映画                    |                    | 未決定 |
| 2016 | 2016 キッズ・チョイス・アワード      | お気に入りの映画女優                | アナ・ケンドリック | 未決定 |
| 2016 | 2016 キッズ・チョイス・アワード      | お気に入りの映画女優                | レベル・ウィルソン | 未決定 |
| 2016 | MTVムービー・アワード 2016           | 最優女優賞                          | アナ・ケンドリック | 未決定 |

## 続編
第2作目が公開される1カ月前の2015年4月11日、レベル・ウィルソンが第3作目に、ケンドリックや他の出演者が続演するのか知らないまま出演することが発表された。また何も確認されないまま『太っちょエイミーのスピンオフ版』であるとされた。
監督、出演と制作を担当したエリザベス・バンクスは第3作の可能性を認め「誰も『ピッチ・パーフェクト3』の可能性について話していないといえばウソになるわね。私たちは本気で今作のために座ってくれるケツを多く捕まえることに集中しているの。もしファンが今作を受け入れてくれたら、真面目に旅がどう続いていくのか考えていくけど、まだどんな風なのかはわからないわね」と述べた。
2015年6月10日、第3作目が公式にカイ・キャノンが脚本を務め、制作されることが決まった。数日後、作品は2017年7月21日に公開され、ケンドリックとウィルソンが続演することが発表された。7月28日、ブリタニー・スノウも続演することが決まった。

## 外部サイト
- Pitch Perfect 2 - IMDb（英語）
- Pitch Perfect 2 - Box Office Mojo（英語）
- Pitch Perfect 2 - Rotten Tomatoes（英語）
- Pitch Perfect 2 - Metacritic（英語）